# Calvin Abueva
Calvin Abueva (Angeles, 4 febbraio 1988) è un cestista filippino.

## Carriera
Con le Filippine ha disputato due edizioni dei Campionati asiatici (2015, 2017).